# Beukenlaan 20 (Baarn)
Het bedrijfspand Beukenlaan 20 is een gemeentelijk monument in Baarn in de provincie Utrecht.
Het gebouw aan de Beukenlaan werd in 1899 gebouwd voor drukkerij Hollandia, in 2013 is het een kantoor. Onder de geveltop zit nog een oude hijsbalk.